# 液体炸弹
液体炸弹（liquid bomb）是一种以液態炸藥製造的爆破裝置。據說在1847年意大利科学家索布雷诺曾經試圖以硝化甘油为爆炸物制作的炸弹。不過由於硝化甘油的極度不穩定性(稍為幌動都可引爆),以硝化甘油製作的液体炸弹在搬運與使用上有無法克服的問題。

## 现代制造
液態炸藥的制造以現代的化學工藝來說並不困难，不過製造過程中須要精密的溫度控制，目前為止僅美國軍方於越戰時發展出一型液態炸藥，並未廣泛使用。

## 安检问题
化学專家指出，液体炸弹的製造方法并不困难，原材料非常广泛，不過制造過程中須要精密穩定溫度控制。如将两种化学液体带上飛机，僅以在机上無溫度控制狀態下将它们簡單的混合处理后，是無法造出炸藥。有人認為X光安检机对液体炸弹没有反应，一瓶碳氢燃料可能被当作一瓶水。不過由一瓶碳氢燃料簡單的混合幾种相对稳定的化学液体產生的物質僅只點燃後是無法產生如高爆破性炸药燃烧的超音速震波。

## 参看
- 飛机上製造液体炸弹